# Basquetebol em cadeira de rodas nos Jogos Paralímpicos
O basquetebol em cadeira de rodas é disputado nos Jogos Paralímpicos de Verão desde a primeira edição, Roma 1960. No início era dividido em duas classes, mas desde 1968 ocorre em apenas uma categoria.

## Resultados

### Masculino
| Ouro                           | Prata                                                         | Bronze                                                     |                                                     |
| Roma 1960 (detalhes)           | USA Estados Unidos (classe A) · USA Estados Unidos (classe B) | GBR Grã-Bretanha (classe A) · NED Países Baixos (classe B) | ISR Israel (classe A) · GBR Grã-Bretanha (classe B) |
| Tóquio 1964 (detalhes)         | USA Estados Unidos (classe A) · USA Estados Unidos (classe B) | GBR Grã-Bretanha (classe A) · ARG Argentina (classe B)     | ISR Israel (classe A) · ISR Israel (classe B)       |
| Tel Aviv 1968 (detalhes)       | ISR Israel                                                    | USA Estados Unidos                                         | GBR Grã-Bretanha                                    |
| Heidelberg 1972 (detalhes)     | USA Estados Unidos                                            | ISR Israel                                                 | ARG Argentina                                       |
| Toronto 1976 (detalhes)        | USA Estados Unidos                                            | ISR Israel                                                 | FRA França                                          |
| Arnheim 1980 (detalhes)        | ISR Israel                                                    | NED Países Baixos                                          | USA Estados Unidos                                  |
| Stoke Mand./NY 1984 (detalhes) | FRA França                                                    | NED Países Baixos                                          | SWE Suécia                                          |
| Seul 1988 (detalhes)           | USA Estados Unidos                                            | NED Países Baixos                                          | FRA França                                          |
| Barcelona 1992 (detalhes)      | NED Países Baixos                                             | GER Alemanha                                               | FRA França                                          |
| Atlanta 1996 (detalhes)        | AUS Austrália                                                 | GBR Grã-Bretanha                                           | USA Estados Unidos                                  |
| Sydney 2000 (detalhes)         | CAN Canadá                                                    | NED Países Baixos                                          | USA Estados Unidos                                  |
| Atenas 2004 (detalhes)         | CAN Canadá                                                    | AUS Austrália                                              | GBR Grã-Bretanha                                    |
| Pequim 2008 (detalhes)         | AUS Austrália                                                 | CAN Canadá                                                 | GBR Grã-Bretanha                                    |
| Londres 2012 (detalhes)        | CAN Canadá                                                    | AUS Austrália                                              | USA Estados Unidos                                  |
| Rio 2016 (detalhes)            | USA Estados Unidos                                            | ESP Espanha                                                | GBR Grã-Bretanha                                    |
| Tóquio 2020 (detalhes)         | USA Estados Unidos                                            | JPN Japão                                                  | GBR Grã-Bretanha                                    |

### Feminino
| Ouro                           | Prata                  | Bronze                 |                    |
| Tel Aviv 1968 (detalhes)       | ISR Israel             | ARG Argentina          | USA Estados Unidos |
| Heidelberg 1972 (detalhes)     | ARG Argentina          | JAM Jamaica            | ISR Israel         |
| Toronto 1976 (detalhes)        | ISR Israel             | FRG Alemanha Ocidental | ARG Argentina      |
| Arnheim 1980 (detalhes)        | FRG Alemanha Ocidental | ISR Israel             | USA Estados Unidos |
| Stoke Mand./NY 1984 (detalhes) | FRG Alemanha Ocidental | ISR Israel             | JPN Japão          |
| Seul 1988 (detalhes)           | USA Estados Unidos     | FRG Alemanha Ocidental | NED Países Baixos  |
| Barcelona 1992 (detalhes)      | CAN Canadá             | USA Estados Unidos     | NED Países Baixos  |
| Atlanta 1996 (detalhes)        | CAN Canadá             | NED Países Baixos      | USA Estados Unidos |
| Sydney 2000 (detalhes)         | CAN Canadá             | AUS Austrália          | JPN Japão          |
| Atenas 2004 (detalhes)         | USA Estados Unidos     | AUS Austrália          | CAN Canadá         |
| Pequim 2008 (detalhes)         | USA Estados Unidos     | GER Alemanha           | AUS Austrália      |
| Londres 2012 (detalhes)        | GER Alemanha           | AUS Austrália          | NED Países Baixos  |
| Rio 2016 (detalhes)            | USA Estados Unidos     | GER Alemanha           | NED Países Baixos  |
| Tóquio 2020 (detalhes)         | NED Países Baixos      | CHN China              | USA Estados Unidos |

## Quadro geral de medalhas
| Ordem | País                   | Medalha de ouro | Medalha de prata | Medalha de bronze |    |
| ----- | ---------------------- | --------------- | ---------------- | ----------------- | -- |
| 1     | USA Estados Unidos     | 13              | 2                | 8                 | 23 |
| 2     | CAN Canadá             | 6               | 1                | 1                 | 7  |
| 3     | ISR Israel             | 4               | 4                | 4                 | 12 |
| 4     | NED Países Baixos      | 2               | 6                | 4                 | 12 |
| 5     | AUS Austrália          | 2               | 5                | 1                 | 8  |
| 6     | FRG Alemanha Ocidental | 2               | 2                |                   | 4  |
| 7     | GER Alemanha           | 1               | 3                |                   | 4  |
| 8     | ARG Argentina          | 1               | 2                | 2                 | 5  |
| 9     | FRA França             | 1               |                  | 3                 | 4  |
| 10    | GBR Grã-Bretanha       |                 | 3                | 6                 | 9  |
| 11    | JPN Japão              |                 | 1                | 2                 | 3  |
| 12    | CHN China              |                 | 1                |                   | 1  |
|       | ESP Espanha            |                 | 1                |                   | 1  |
|       | JAM Jamaica            |                 | 1                |                   | 1  |
| 15    | SWE Suécia             |                 |                  | 1                 | 1  |
| TOTAL | TOTAL                  | 32              | 32               | 32                | 96 |

### Masculino
| Ordem | País               | Medalha de ouro | Medalha de prata | Medalha de bronze |    |
| ----- | ------------------ | --------------- | ---------------- | ----------------- | -- |
| 1     | USA Estados Unidos | 9               | 1                | 4                 | 14 |
| 2     | CAN Canadá         | 3               | 1                |                   | 4  |
| 3     | ISR Israel         | 2               | 2                | 3                 | 7  |
| 4     | AUS Austrália      | 2               | 2                |                   | 4  |
| 5     | NED Países Baixos  | 1               | 5                |                   | 6  |
| 6     | FRA França         | 1               |                  | 3                 | 4  |
| 7     | GBR Grã-Bretanha   |                 | 3                | 6                 | 9  |
| 8     | ARG Argentina      |                 | 1                | 1                 | 2  |
| 9     | GER Alemanha       |                 | 1                |                   | 1  |
|       | ESP Espanha        |                 | 1                |                   | 1  |
|       | JPN Japão          |                 | 1                |                   | 1  |
| 12    | SWE Suécia         |                 |                  | 1                 | 1  |
| TOTAL | TOTAL              | 18              | 18               | 18                | 54 |

### Feminino
| Ordem | País                   | Medalha de ouro | Medalha de prata | Medalha de bronze |    |
| ----- | ---------------------- | --------------- | ---------------- | ----------------- | -- |
| 1     | USA Estados Unidos     | 4               | 1                | 4                 | 9  |
| 2     | CAN Canadá             | 3               |                  | 1                 | 4  |
| 3     | ISR Israel             | 2               | 2                | 1                 | 5  |
| 4     | FRG Alemanha Ocidental | 2               | 2                |                   | 4  |
| 5     | GER Alemanha           | 1               | 2                |                   | 3  |
| 6     | NED Países Baixos      | 1               | 1                | 4                 | 6  |
| 7     | ARG Argentina          | 1               | 1                | 1                 | 3  |
| 8     | AUS Austrália          |                 | 3                | 1                 | 4  |
| 9     | CHN China              |                 | 1                |                   | 1  |
|       | JAM Jamaica            |                 | 1                |                   | 1  |
| 11    | JPN Japão              |                 |                  | 2                 | 2  |
| TOTAL | TOTAL                  | 14              | 14               | 14                | 42 |